# 原動機付自転車
原動機付自転車（げんどうきつきじてんしゃ）とは、日本の法律上の車両区分の一つで、道路交通法では総排気量50cc以下（電動機の場合は定格出力0.6kW以下）の原動機を備えた二輪車、道路運送車両法では125cc以下（電動機の場合は定格出力1.0kW以下）の原動機を備えた側車のない二輪車（小型自動二輪車）を指す。
なお、法規上の条件を満たせば三輪や四輪のものもこの区分に該当する場合があるが、4輪の多くは「ミニカー」あるいは「バギー」と区分され、道路交通法の規定により日本での必要免許も普通自動車相当となる。
略称は原付（げんつき）や原チャリ（げんちゃり）（そこから略して「原チャ」（げんちゃ）とも）。250cc以下の軽二輪と共にミニバイクと呼ばれる場合もある。

## 概説
オートバイの一種であり、排気量が規定の範囲内（50cc以下や125cc以下）のものを指している。
道路交通法では総排気量が50cc以下または電動機が定格出力が0.6kW以下のものを指す。一方、道路運送車両法では125cc以下のものを原動機付自転車と区分しており、このなかで第一種原付（総排気量50cc以下または定格出力0.6kW）と第二種原付（総排気量50ccをこえ125cc以下または電動機の定格出力が0.6kWをこえ1.0kW以下）に区分されている。2輪の50cc以下であればすべて原動機付自転車扱いとなる。（最高出力が規定より大きいものは原付ではなくなり、自動二輪車に分類される）→#法律上の定義
「原動機付自転車」は基本的に総排気量または最高出力にもとづいた法律上の区分である。車輪の数は二輪タイプだけでなく三輪タイプもあり、内燃機関や電気モーターを動力とする。前輪に直結したハンドルバーで操作するものがほとんどであり、自動車のような円形ハンドルは使われない。
黎明期は自転車の前輪の上に小さな（短い水筒ほどの大きさの）エンジンを付けただけのものだったが、やがてエンジンが座席下に配置されるようになった。

自転車を基礎としたデザインで発展してきたが、ペダル部が不要なために乗降性を目的とした「スクータータイプ」が開発され、1980年代から「スクータータイプ」のなかでも樹脂製（プラスチック製）の外装でボディを覆って金属製のフレームを見えなくしたタイプの販売割合が圧倒的に大きくなった。後部への積載を目的とした後二輪の三輪タイプにはホンダ・ジャイロ、安定性を目的とした前二輪の三輪タイプにはヤマハ・トリシティ等がある。
第一種原動機付自転車を運転するには、原動機付自転車の運転免許（いわゆる「原付免許」）が必要である。オートバイの免許制度は改正を繰り返し、2005年の法改正の後は、第二種原動機付自転車（つまり50cc超125cc以下）を運転するためには「小型限定普通二輪免許」を取得することが必要になった。原付免許・小型限定普通二輪免許のいずれでも、二輪タイプでも三輪タイプでも運転でき、またガソリン車も電動車も運転できる。 →#法規制と免許
また、他の2輪免許や普通自動車免許と異なりAT限定免許はなく、原付免許ではどちらも運転できる。
原動機付自転車を運転する場合自動車損害賠償責任保険に加入することが法令により義務付けられており、違反すると処罰される強制保険である。→#保険
125cc以下の原動機付自転車は市区町村へ届け出がなされ、軽自動車税が課せられる。→#税区分
2012年時点の統計で、オートバイ全体の年間販売総数（約38万台）のおよそ6割が原動機付自転車である（第一種原動機付自転車が約12万台、そこに第二種原動機付自転車を加えると総計約24万台に上る）。
四輪以上は後述。

### 特定小型原動機付自転車
2023年（令和5年）7月1日以降は、道路交通法上の原動機付自転車の一区分としての「特定小型原動機付自転車」（特定原付）が新たな基準及び規制により法令改正・施行されている。これにより、特定原付に該当しない原動機付自転車は、「一般原動機付自転車」（一般原付）と法令上呼称されることとなった。それぞれの基準、交通規制および適用法令は異なるため、詳細は同項目を参照のこと。
なお本項目では以降、簡便のために、特に記載しない限り、道路交通法上の「原動機付自転車」は「一般原動機付自転車」を指すものとする。
原動機自転車
- ホンダ・モンキー（50cc）
- ホンダ・トゥデイ（スクータータイプ、50cc）
- ホンダ・スーパーカブ（125cc)
- スズキ・アドレス V125 （125cc)
- ヤマハ・シグナス X （125cc）
- ホンダ・ジャイロX（三輪タイプ、50cc）
- ヤマハ・トリシティ（三輪タイプ、写真は125ccのもの）
- ヤマハ・E-VINO（電動スクーター。高視聴率番組『出川哲朗の充電させてもらえませんか?』で広く知られるようになった車種。）

## 歴史
原動機付自転車の起源は、自転車の前輪の上部に、あと付けで、小型のガソリンエンジン（自転車用補助動力）を取り付けた乗り物である。当初は法規上は自転車と同じ軽車両扱いで運転免許が不要であった。
1952年（昭和27年）に14歳以上を対象とする「許可制」となり、1960年（昭和35年）の道路交通法施行に伴い、16歳以上を対象とする「免許制」となった。
このような経緯で成立した法律区分なので、現在でも自転車と同じ足漕ぎ用のペダルを取り付けたモペッドと呼ばれる原動機付自転車が販売されている。
エンジンは2サイクルエンジンが主流であったが、1998年（平成10年）9月から原動機付自転車も自動車排出ガス規制の適用を受け、さらに2007年（平成19年）9月からはこの規制が強化されると、排出ガスの対策に費用がかかる2サイクルエンジンに代わり、4サイクルエンジンに燃料噴射装置や三元触媒を搭載する車種が主流となった。
2019年に施行された「令和二年度排出ガス規制」において、新型車においては2020年12月以降、継続生産車においては2022年11月以降に生産されるバイクに対して排気ガスに対する規制が強化された結果、50ccのエンジンにおいて基準を達成することが困難であることから50cc以下の原付バイクは生産されなくなることが各バイクメーカーから発表されている。なお、継続生産車については2025年11月以降に生産されたバイクから規制が適用されるなど、一定の猶予期間がある。
125ccのエンジンで、それまでの50ccクラスの出力に留めれば規制値内に抑えられるため、法改正によって「125ccであるが50cc出力相当のバイク」が原付免許で運転できるようになり「新基準原付」と呼称されている。
車種の歴史

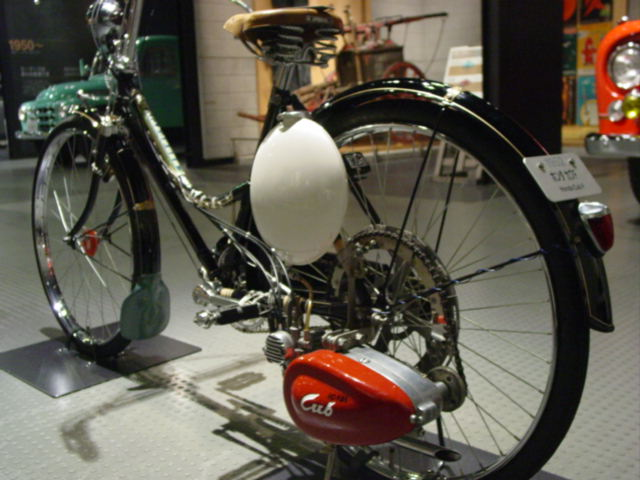
ホンダ・カブ。自転車に後付するためのエンジンキット。1952年 -1958年に生産。
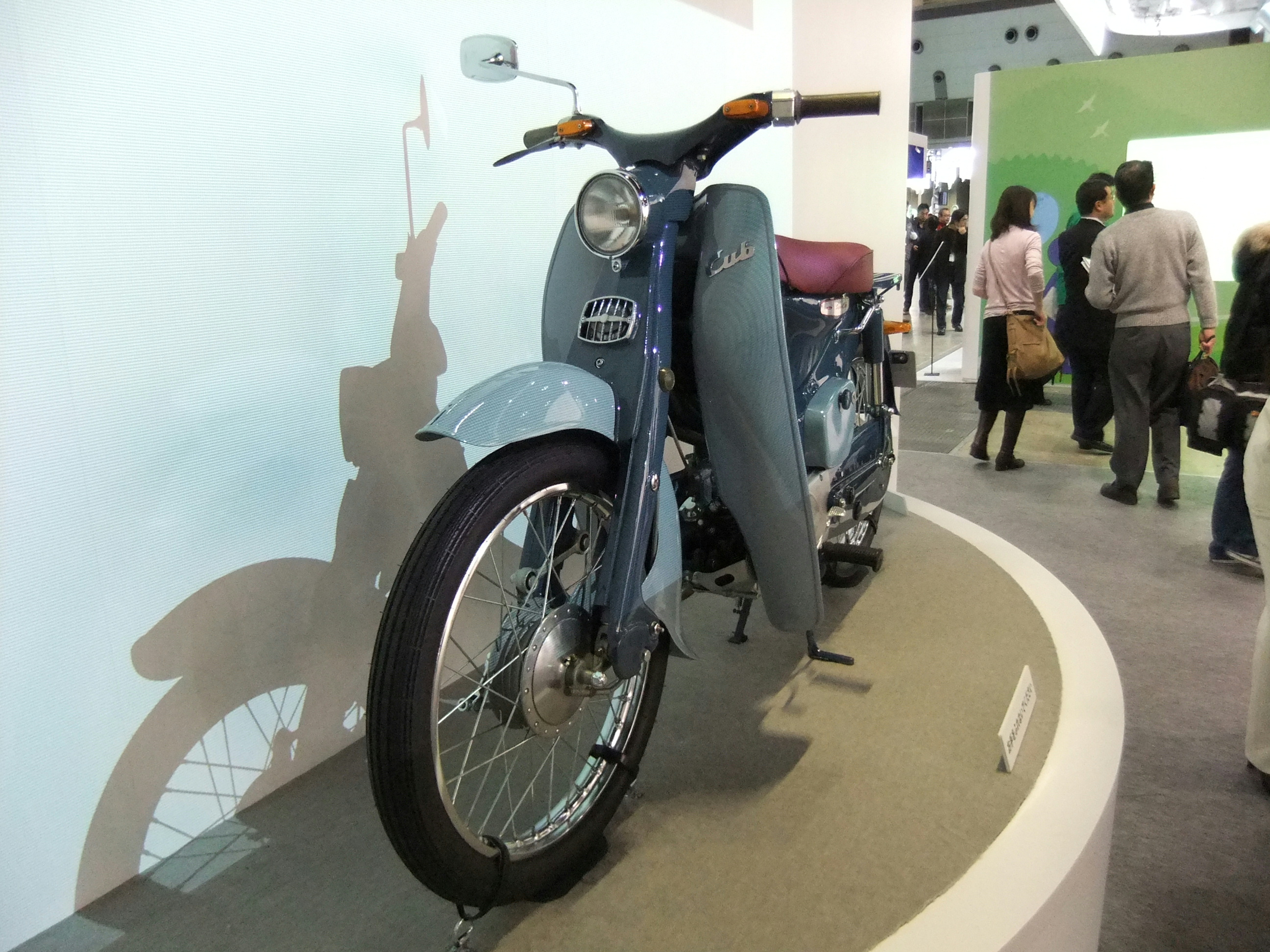
ホンダ・スーパーカブの初代モデル（1958年）
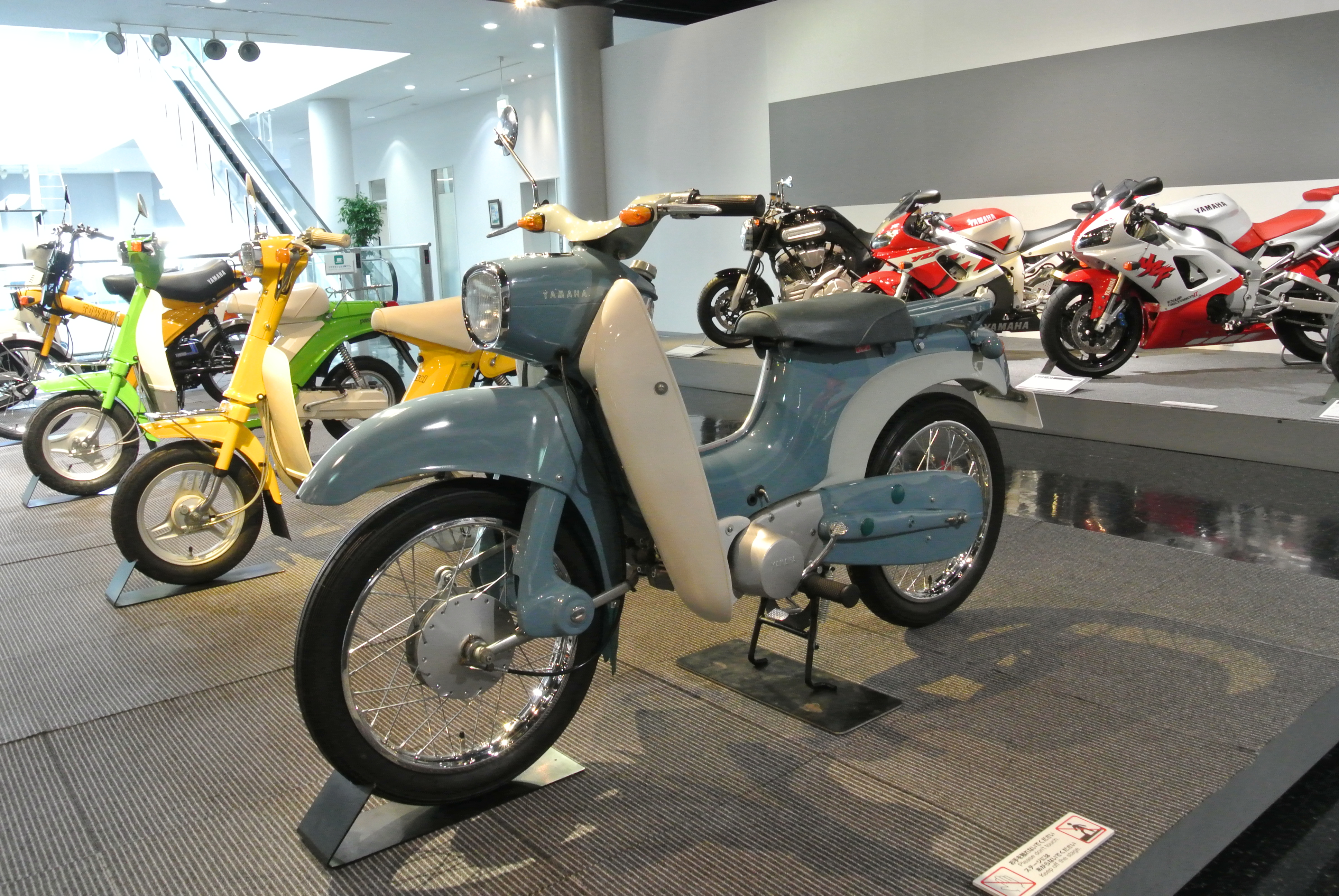
ヤマハ・MF-1（1960年モデル）。ヤマハ・メイトの源流。
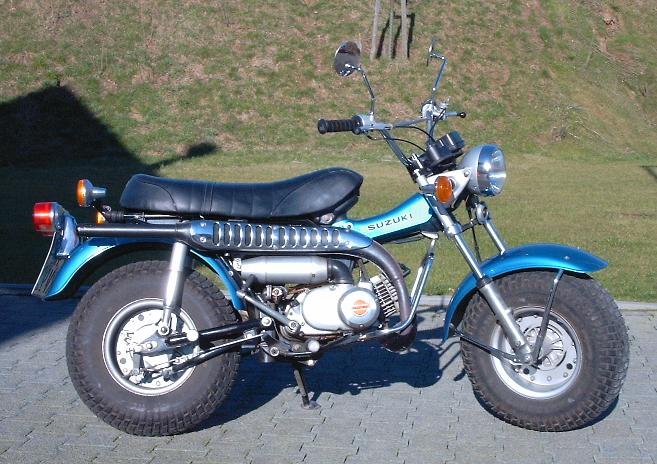
スズキ・バンバン90（1971年）
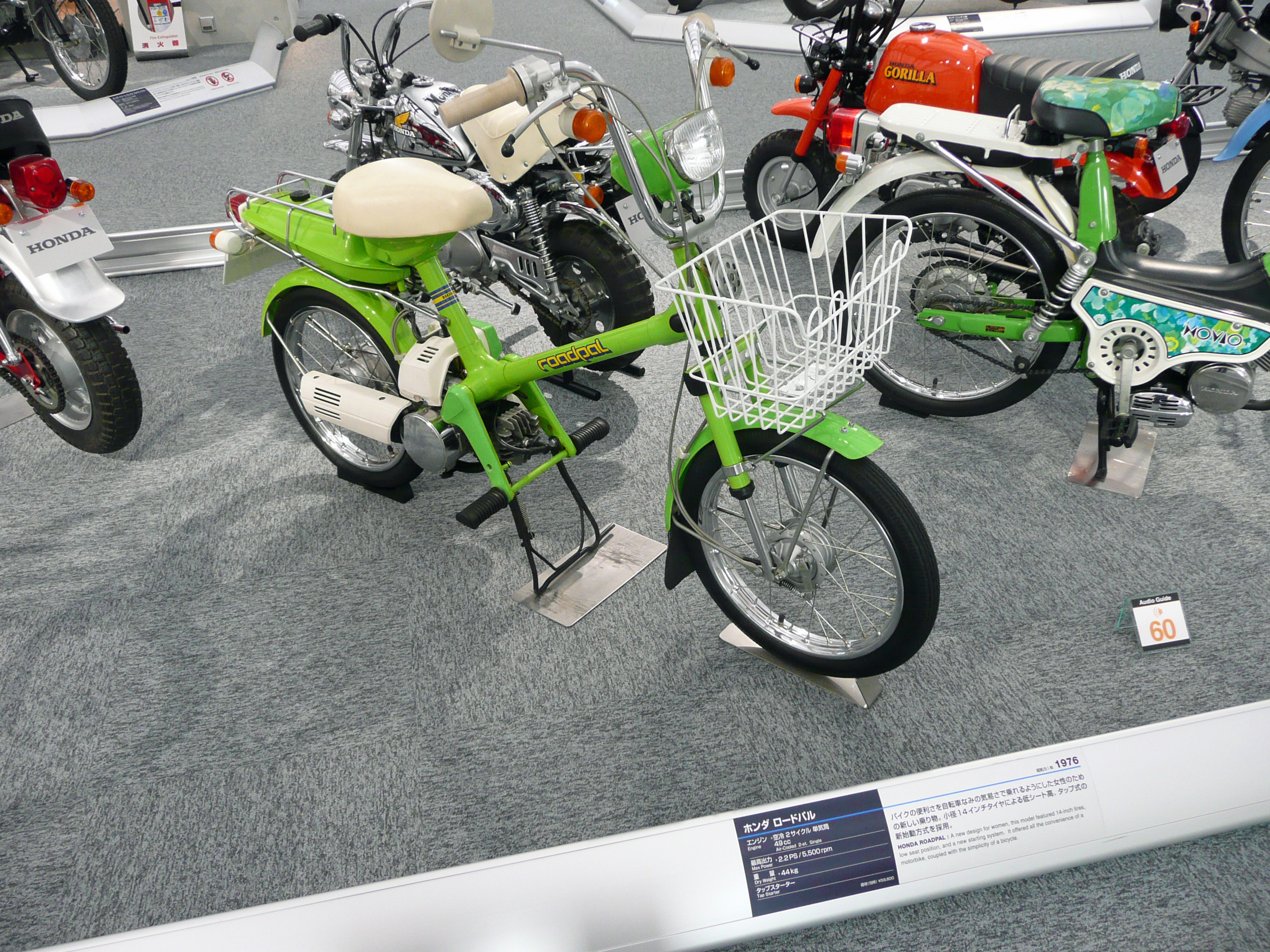
ホンダ・ロードパル（1976年 - 1983年）
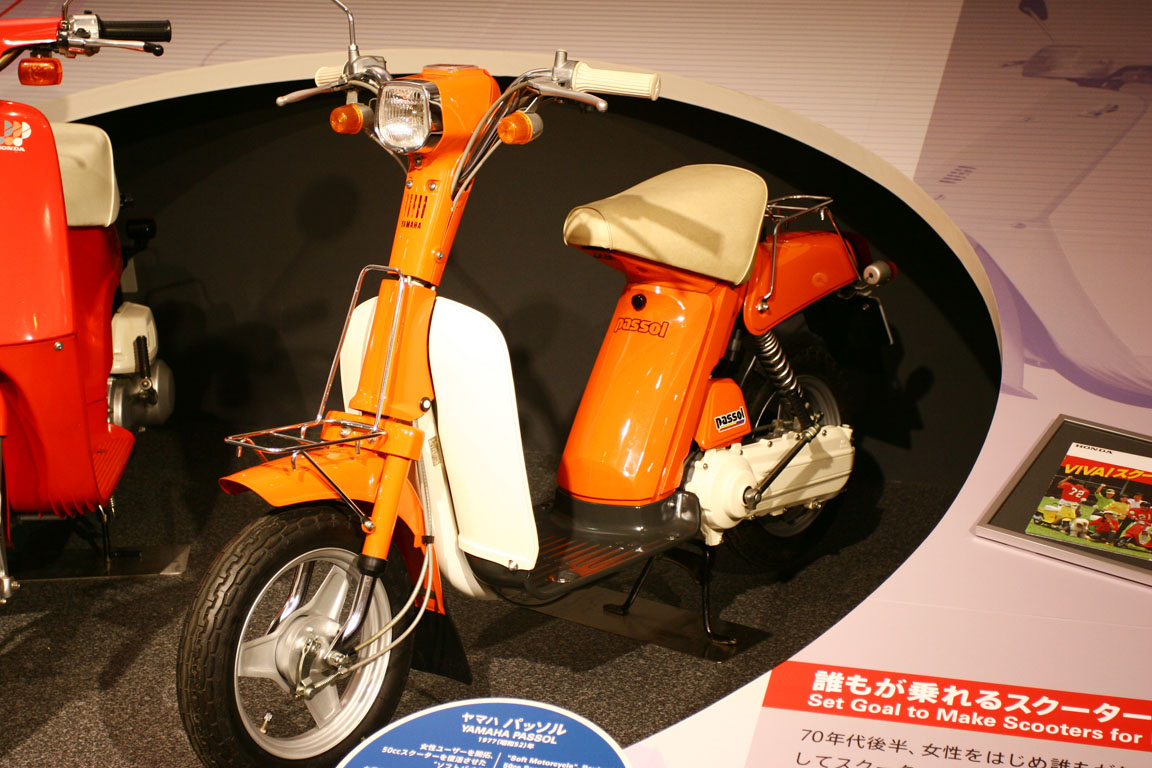
ヤマハ・パッソル（1977年 - ）
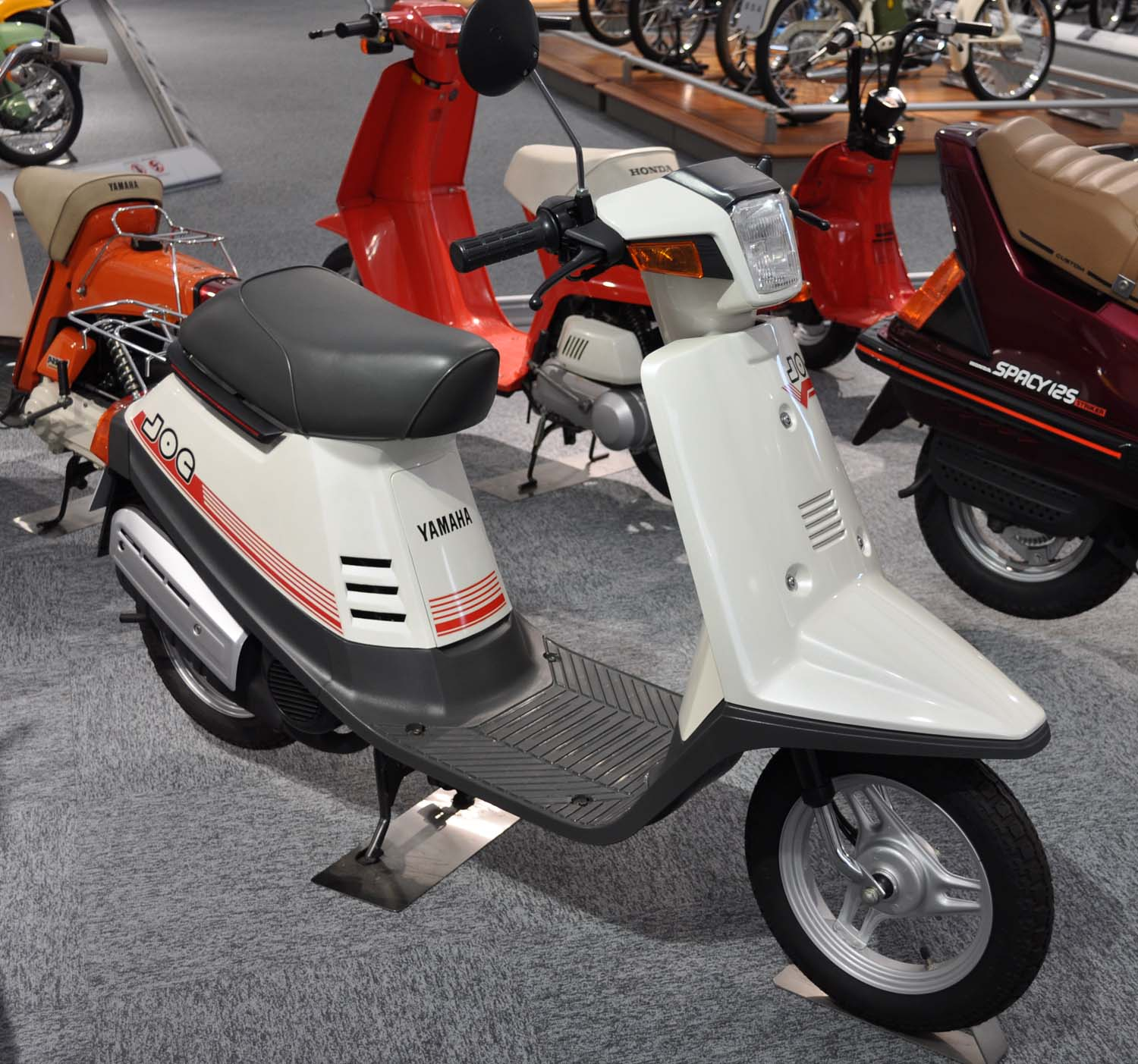
ヤマハ・ジョグ CE50E（1983年）
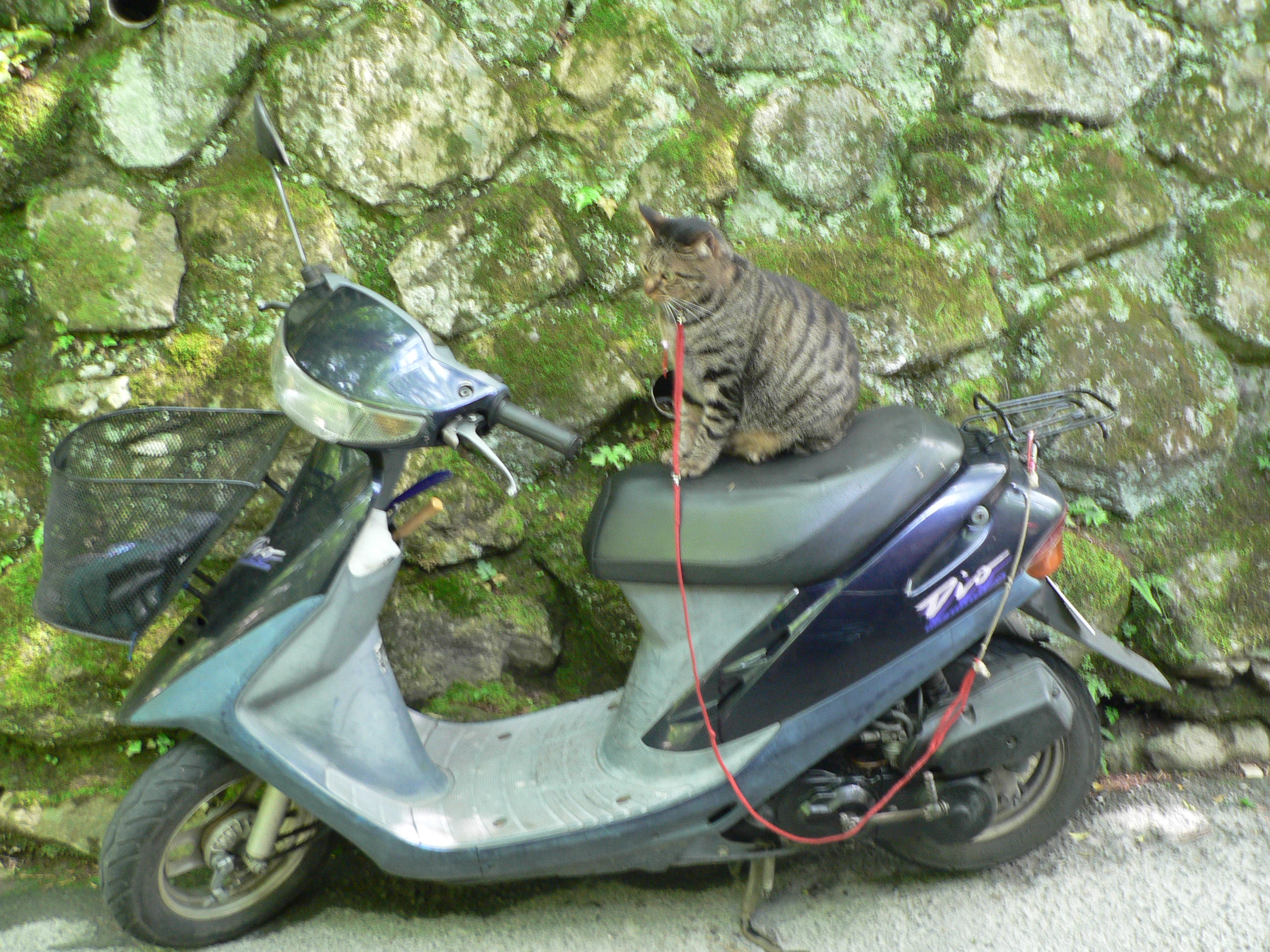
ホンダ・スーパーディオ（1991年 - ）

## 法律上の定義
道路交通法または道路運送車両法により異なる定義で区分されている。

### 道路交通法
総排気量50cc（定格出力0.60kW）以下の二輪のもの、「内閣総理大臣が指定する」50cc (0.60kW) 以下の三輪のもの、または前2者以外で20cc (0.25kW) 以下のものを原動機付自転車とする。
原動機付自転車 内閣府令で定める大きさ以下の総排気量又は定格出力を有する原動機を用い、かつ、レール又は架線によらないで運転する車であつて次に掲げるもののうち、軽車両、移動用小型車、身体障害者用の車、遠隔操作型小型車および歩行補助車等以外のものをいう。

イ　内閣府令で定める大きさ以下の総排気量又は定格出力を有する原動機を用いる車（ロに該当するものを除く。）
ロ　車体の大きさ及び構造が自転車道における他の車両の通行を妨げるおそれのないものであり、かつ、その運転に関し高い技能を要しないものである車として内閣府令で定める基準に該当するもの—道路交通法第2条第1項第10号
なお、令和4年4月の改正で特定小型原動機付自転車の規定が設けられ、令和5年7月1日に施行された。上記イ号が一般原動機付自転車であり、ロ号は特定小型原動機付自転車である。ここでは簡便のためイ号のみ取りあげる。
道路交通法第二条第一項第十号の内閣府令で定める大きさは、二輪のもの及び内閣総理大臣が指定する三輪以上のものにあつては、総排気量については〇・〇五〇リツトル、定格出力については〇・六〇キロワツトとし、その他のものにあつては、総排気量については〇・〇二〇リツトル、定格出力については〇・二五キロワツトとする。—道路交通法施行規則第1条の2
道路交通法施行規則第1条の2における「内閣総理大臣が指定する三輪以上のもの」は総理府（現在の内閣府）告示により次のように定められていて、これ以外はミニカーという扱いになる。側車（サイドカー）付きは2輪の原動機付自転車と同様に扱われる。
車室を備えず、かつ、輪距（二以上の輪距を有する車にあつては、その輪距のうち最大のもの）が〇・五〇メートル以下である三輪以上の車及び側面が構造上開放されている車室を備え、かつ、輪距が〇・五〇メートル以下である三輪の車—平成2年12月6日総理府告示第48号

### 道路運送車両法
二輪車については125cc (1.00kW) 以下のもの、それ以外の車両については50cc (0.60kW) 以下のものを原動機付自転車とする。このうち50cc (0.60kW) 以下のもの（道路交通法上の原動機付自転車に加えてミニカーも含むことに注意）を第一種原動機付自転車（通称は原付一種）、50ccを超え125cc以下のもの（道路交通法上の小型二輪車）を第二種原動機付自転車（通称は原付二種）という。
この法律で「原動機付自転車」とは、国土交通省令で定める総排気量又は定格出力を有する原動機により陸上を移動させることを目的として製作した用具で軌条若しくは架線を用いないもの又はこれにより牽引して陸上を移動させることを目的として製作した用具をいう—道路運送車両法第2条第3項
道路運送車両法第二条第三項の総排気量又は定格出力は、左のとおりとする。一 内燃機関を原動機とするものであつて、二輪を有するもの（側車付のものを除く。）にあつては、その総排気量は〇・一二五リツトル以下、その他のものにあつては〇・〇五〇リツトル以下。二 内燃機関以外のものを原動機とするものであつて、二輪を有するもの（側車付のものを除く。）にあつては、その定格出力は一・〇〇キロワツト以下、その他のものにあつては〇・六〇キロワツト以下。—道路車両運送法施行規則第1条
前項に規定する総排気量又は定格出力を有する原動機付自転車のうち、総排気量が〇・〇五〇リツトル以下又は定格出力が〇・六〇キロワツト以下のものを第一種原動機付自転車とし、その他のものを第二種原動機付自転車とする。—道路運送車両法施行規則第1条第2項
道路運送車両法の法令においても、「特定小型原動機付自転車」の保安基準が新たに設けられ、施行された。2023年（令和5年）7月1日改正施行の道路運送車両の保安基準において規定されている。

## 法規制と免許
第一種原動機付自転車の運転に必要な免許と第二種原動機付自転車の運転に必要な免許は区別して扱わなければならない。また速度制限や交差点での右折の方法に関する規則も異なっている。

### 第一種原動機付自転車の運転に必要な免許
道路交通法上の原動機付自転車（前述）を公道上で運転するためには原動機付自転車免許（正式な略称「原付免許」）を受け、運転中はその運転免許証またはマイナ免許証を携帯することが必要で、警察官から求められればその運転免許証またはマイナ免許証を提示しなければならない。原付免許は16歳から取得が可能である。試験は学科試験の筆記試験のみで、技能試験は必要ないが、事前または事後に運転免許試験場、警察署、指定自動車教習所などが主催する技能講習を受けなければ、免許証は交付されない。技能講習修了済みでなければ学科試験の申し込みができない地域もある。
なお、大型免許、中型免許、準中型免許、普通免許、大型特殊免許、大型二輪免許、普通二輪免許の第一種免許を受けた人は、「それぞれ同表の下欄に掲げる種類の自動車等を運転することができる」とされており、いずれも末尾に「原動機付自転車」も含まれている。つまり大型免許、中型免許、準中型免許、普通免許、大型特殊免許、大型二輪免許、普通二輪免許のいずれかの第一種免許を受けている人は第一種原動機付自転車（つまり50cc以下の原付）を運転することができる。

道路交通法上の原動機付自転車（つまり第一種原付、50cc以下）について、他の自動車と比べた場合の主な違いは、政令で定める最高速度が30km/hであり、交通整理が行われている交差点で法が定める条件に該当する場合に『二段階右折』が義務づけられる点である。
道路運送車両法等による、登録の必要がないリヤカーを牽引して走行することが認められているが、積載量や車両寸法、最高速度に制限があるほか、条例により、運行に条件がつく場合がある。
ヘルメット着用は、1986年（昭和61年）より義務づけられた。1970年代後半から、ヘルメット着用義務のない手軽な乗り物としてスクーターを中心に急速に普及したが、それに伴い交通事故が増えたことにより、ヘルメット着用が義務づけられることとなった。

### 第二種原動機付自転車の運転に必要な免許
排気量が50cc超125cc以下つまり第二種原動機付自転車の運転に関しては、2005年に法制度が変更され「小型限定普通二輪免許」が設けられたので、それを取得すればよい。運転中は運転免許証またはマイナ免許証を携帯する必要があり、警察官から求められれば運転免許証またはマイナ免許証を提示しなければならない。
普通自動二輪車の免許（普通自動二輪免許）や大型自動二輪車の免許（大型自動二輪免許）を取得している人は、その免許で第二種原動機付自転車を運転することもできる。
なお第二種原動機付自転車は、「原動機付自転車免許」（つまり第一種原動機付自転車用の免許、50cc以下の原付のための免許）では運転できない。また第二種原動機付自転車は、四輪の普通免許、中型免許、大型免許などを受けているだけでも運転できない。つまり四輪の免許だけでは運転できない。第二種原動機付自転車の運転に必要な免許を受けていないのに第二種原動機付自転車を運転してしまうと「無免許運転」として扱われる。
第二種原動機付自転車は、政令で定める最高速度は 60 km/hであり、交差点では二段階右折をしない（してはならない）。

### 保安基準
自動車に準じて道路運送車両の保安基準が定められている。タイヤ、ブレーキ、エンジン装置、消音器等は自動二輪車のミニチュア版の性能が求められているほか、保安基準に適合する前照灯、番号灯、後部反射器、警音器、後写鏡を備えなければならない。なお、最高速度が20km/h以上の原動機付自転車については、尾灯、制動灯、方向指示器、速度計を備えなければならないまた、輸入車を含めて排出ガス規制をクリアしなければならない。

### 電動の小型車両等に対する規制
エンジンやモーターなど動力を用いる車両は、原則としてその出力（上述の排気量、定格出力など）により自動車または原動機付自転車に分類されるため、セグウェイや軽量の電動自転車（フル電動のもの）など、一見オートバイやスクーターに見えない車両であっても、道路を運転する場合には、前述の法規制のほか、以下の重い規制と違反行為に対する罰則が適用されている。
ただし、後述する例外（一定の形態の車、および産業競争力強化法による区域・期間を限定した特例措置によるもの）に基づき、下記の規制の一部または全部が除外されていた。
また、2023年（令和5年）7月1日以降は、「特定小型原動機付自転車」が新たな基準及び規制により法令改正・施行されている。
- 車両のタイプに応じた運転免許（原動機付自転車免許、普通自動二輪車免許、普通免許など）を受けていなければ、無免許運転により3年以下の懲役又は50万円以下の罰金に処される[注 6]。
- 自動車損害賠償責任保険等に加入せず運行した場合は、無保険運行として1年以下の懲役又は50万円以下の罰金に処される[11]。
- ナンバープレートの登録および表示義務。原付格の場合、公安委員会遵守事項違反として5万円以下の罰金（東京都の場合）。検査対象外軽自動車格の場合、無届運行として30万円以下の罰金。検査対象格の場合、無車検運行として6月以下の懲役又は30万円以下の罰金に処される[注 7]。
- 道路運送車両の保安基準（前述）に適合しないものを運転した場合には、整備不良違反として、3月以下の懲役又は5万円以下の罰金に処される。
- 通常の自動車等と同様に、歩道や路側帯、自転車道は一切通行できない[注 8][注 9]。
- ヘルメットの着用義務もある（ただしミニカーやトライクなど、普通自動車（交通法）等の扱いとなる場合、および特定小型原動機付自転車を除く）
- 運転免許証またはマイナ免許証の携帯義務[注 9]
- 自賠責保険証書の携帯義務[注 10]
- 放置違反金制度を含む駐停車違反の取締対象になる。
- 交通事故や道路交通法等の違反行為に対し、運転免許の行政処分の対象となる[注 9]。
- 人身事故を起こした場合には、状況に応じて自動車運転死傷行為処罰法（過失運転致死傷、危険運転致死傷、無免許運転による加重）により最長で20年以下の懲役（加重により最長30年以下）に処される可能性もある。また、自動車損害賠償保障法に基づき人身事故に対する損害賠償につき無過失責任が適用される。[注 11]

#### 例外（常時）
エンジンやモーターなど動力を用いる車両で、前述の自動車または原動機付自転車扱いとならないものは、以下に列挙するものであって、以下の基準を完全に満たすものに限られている。
- 電動車いす、シニアカー等：道路交通法施行規則第1条の4の基準
- 歩行補助車、シルバーカー等：道路交通法施行規則第1条の基準
- 電動アシスト自転車：道路交通法施行規則第1条の3の基準

#### 例外（産業競争力強化法による区域・期間を限定した特例措置）
なお、2023年（令和5年）7月1日以降の「特定小型原動機付自転車」の法令改正・施行によりこの特例措置は終了したとみられる。
- 2020年（令和2年）10月16日付け認定新事業活動計画[13]
  - 特例措置：特定原動機付自転車は、車両通行帯の法令の基準に基づき普通自転車専用通行帯を通行でき、また、通行しなければならない[14]。
  - 特例措置以外の規制は従前と同様である[14]。
  - 対象車両：特例命令に基づく産業競争力強化法の認定を受けた認定新事業活動において貸与された車両であって同事業に基づき対象区域内の道路を通行している特定原動機付自転車　※本項でも「特定原動機付自転車」とする
    - 対象車両の基準：長さ140cm・幅80cm・高さ140cm各以下、車両重量は40kg以下、原動機は電動機、最高速度20km/h、運転者席は立席[15][16]。

  - 対象区域：認定新事業活動計画に基づく特定地域（渋谷区・新宿区・世田谷区・千代田区、神奈川県藤沢市・千葉県柏市[17][18]、千葉市[19]、愛媛県今治市から広島県尾道市まで、神戸市、および福岡市[20]のそれぞれ一部区域）
  - 対象期間：2020年（令和2年）10月から2021年（令和3年）3月まで[13]、一部は2021年（令和3年）1月から同3月まで[19]
  - 根拠法令[14]
    - 産業競争力強化法第9条、新事業特例制度[15]
    - 国家公安委員会・国土交通省関係産業競争力強化法第十一条の規定に基づく内閣府令・国土交通省令の特例に関する措置を定める命令（令和2年内閣府・国土交通省令第３号）[21]※本項で「特例命令」とする
    - 国家公安委員会・国土交通省関係産業競争力強化法第十一条の規定に基づく内閣府令・国土交通省令の特例に関する措置を定める命令に規定する原動機付自転車に係る国家公安委員会が定める基準を定める件（令和2年国家公安委員会告示第43号）[16]※本項で「特例告示」とする

- 2021年（令和3年）2月8日付け回答に基づく認定新事業活動計画[22][12]
  - 特例措置：特定小型電動車は、次の規制が適用される[22]
    - 特定小型電動車の運転者は、乗車用ヘルメットの着用義務が免除される
    - 特定小型電動車は、車両通行帯または自転車道の法令の基準に基づき普通自転車専用通行帯または自転車道を通行でき、また、通行しなければならない
    - 特定小型電動車は、自転車が規制対象外となっている一方通行の交通規制において、その適用から除外される

  - 特例措置以外の規制は従前と同様である。
  - 対象車両：特例命令に基づく産業競争力強化法の認定を受けた認定新事業活動において貸与された車両であって同事業に基づき対象区域内の道路を通行している特定小型電動車　※本項でも「特定小型電動車」とする
    - 対象車両の基準（抄）：長さ140cm・幅80cm・高さ140cm各以下、原動機は電動機、最高速度15km/h、運転者席は立席[22]。

  - 対象区域：2021年（令和3年）4月以降、事業ごとに個別認定される
  - 対象期間：上に同じ。なお、個別に期間を定めて実施され、最長で2023年（令和5年）6月末まで実施された[12]。
  - 根拠法令：未詳（2020年（令和2年）10月16日付け認定新事業活動計画と同様と思われる）

### 法規に対する意見
スクータータイプのものに関して、幹線道路において30km/hの法定速度を守って走ると、他の車両との速度差が大きくかえって危険であるとして、原動機付自転車の法定速度を引き上げる要請や、小型二輪免許を現行よりも簡略化して、原付二種（50ccを超え125cc以下のオートバイ。ただし、側車のない場合）の普及を促進する提案がある。
あるいは原動機付自転車免許を、簡略化した普通自動二輪車免許（小型限定）と統合して、小型の二輪車の売り上げの回復を計る提言もある。さらに別の意見として、原付一種も原付二種も運転としては変わらないので、原動機付自転車免許と普通自動二輪車免許（小型限定）を統合した上で、普通自動車・準中型自動車・中型自動車・大型自動車・大型特殊自動車の付帯免許として、売上の回復を図る提言もある。

## 近況と今後
原動機付自転車を含むオートバイ市場は、1980年代初頭（昭和50年代半ば頃）をピークに減少し、特に総排気量50㏄以下の第1種原動機付自転車（以下、原付1種）に関しては、平成末期の2019年には13万台にまで激減し、ピーク時だった1980年（昭和55年）の出荷台数の198万台（いずれも、1万台未満四捨五入）と比べると、その数は10分の1にまで減少している。この間、川崎重工業（以下、カワサキ）が、KSR-Iの生産終了を機に、同社は原付1種から完全に撤退している。また、ヤマハ発動機（以下、ヤマハ）は、2016年に本田技研工業（以下、ホンダ）と業務提携を発表し、ほとんどの原付1種に該当する製品（ジョグなど）の自社開発・生産から撤退した。
近年の排ガス規制の強化の影響などもあり、総排気量が小さくなるほど、触媒温度の上昇に時間がかかるため、排出ガスの浄化が困難であり、今後厳しさを増す排ガス規制への対応性に合致させるにあたっては、開発・生産にかかるコストの上昇が避けられないことなどから、原動機付自転車（以下、原付）を運転することができる運転免許（大型、大特、中型、準中、普通のいずれかの運転免許を含む）で運転することができる総排気量の範囲を現在の第2種原動機付自転車（以下、原付2種）にあたる総排気量125cc以下に変更する構想が検討されている。

## 保険
自動車と同様に、自動車損害賠償責任保険に加入する事が法令により義務付けられ、違反すると処罰される（強制保険）。よって、自動車と同じく、自動車損害賠償保障法に基づき人身事故に対する損害賠償につき無過失責任が適用される。自動車任意保険にも合わせて加入する事が望ましい。
なおこれらは「特定小型原動機付自転車」（2023年（令和5年）7月1日以降施行）についても同様である。
自動車任意保険には、原動機付自転車（125cc以下、原付一種および原付二種）用の区分として自動二輪車区分よりも安価な料率が設定されている場合が多い。また、一般の三輪以上の自動車向けの任意保険の契約に付帯してファミリーバイク特約としての契約も一般的であり、その場合は更に保険料の負担が安価となっている。
平成29～30年の統計によると、原付は126cc以上の普通二輪に比べて負傷者数はほぼ同数であるものの、死亡者数は40％程度に留まる。原付の保有台数が普通二輪のおよそ2倍ということも計算に入れると、負傷者の出る確率は普通二輪の1/2、死亡者数は20％となる事が分かる。

## 税区分
125cc以下の原動機付自転車は市区町村へ届け出がなされ、軽自動車税が課せられる。課税額は排気量または定格出力によって区分されて、排気量50cc（出力0.6kW）以下を一種、90cc (0.8kW) 以下を二種乙、125cc (1kW) 以下を二種甲として扱われる。それぞれの区分に応じた課税標識（ナンバープレート）が交付され、別表に示すように地色で区別される。課税標識のデザインは市町村が条例で定めることができ、2007年以降は独自のデザインのナンバープレートを導入する市町村が増えている。
| 区分                                                            | ナンバープレートの色 （異なる市区町村もある） |
| --------------------------------------------------------------- | --------------------------------------------- |
| 第1種原動機付自転車 50cc以下または定格出力600W以下              | 白色                                          |
| 第2種原動機付自転車（乙）90cc以下または定格出力600W超800W以下   | 黄色                                          |
| 第2種原動機付自転車（甲）125cc以下または定格出力800W超1000W以下 | 桃色                                          |
| ミニカー                                                        | 水色                                          |

## 二人乗りの条件
車両の条件
- 排気量が50cc超であることが条件であるため、50cc以下の「原付」（第一種原動機付自転車、原付1種）は二人乗りは禁止されている。
- 50cc超125cc以下の小型自動二輪車（第二種原動機付自転車、原付2種）は、同乗者用のステップがあり、かつ、同乗者がつかむグラブバーまたはベルトがあること。

同乗者の条件
- 運転免許の有無、年齢や体重の制限はない。
- 同乗者シートに正しく乗り足が同乗者用ステップに届くこと、ヘルメットの着用。

上記条件に沿わないため、以下の同乗者は違反。
- 乳幼児を背中におぶる
- 小さな子どもを運転手の前に立たせる

運転者の条件（免許）
- 普通自動二輪車（普通二輪）または、大型自動二輪車（大型二輪）免許取得後1年以上であること。

高速道路通行の条件
- 総排気量125㏄以下の普通自動二輪車（小型自動二輪車）、原動機付自転車は高速道路を通行できない。

## 略称に関する雑学
略称としては「原付（げんつき）」が一般的で、行政的な文書でも使われている。
10代〜20代前半の若者、特にいわゆる「ヤンチャ」な若者はしばしば「原チャリ」と言う。「チャリ」は自転車を指している。そもそも定義が「原動機付自転車」であるし、元々の形状がエンジン付きの自転車であり、自転車の俗称が「チャリンコ」であることから自然発生的に生まれ根付いた俗称である（そもそも「チャリ」は自転車のベルを鳴らした時の擬音）。大人も「原チャリ」と言う場合があるが、年齢を重ね30代や40代になるに従い、子供じみた表現に感じるようになり次第に言わなくなり、正しい略語の「原付」と呼ぶようになる。（なおもっと乱暴に略して「原チャ」と言う人も一部にいるらしいが、これはあまり一般的ではない。）

## モータースポーツ
モータースポーツ（オートバイ競技）において、ミニバイクは主に若手ライダーの育成カテゴリーで使用されている。レースによっては最低9歳からレース参戦が可能となっており、ポケットバイク（ポケバイ）を卒業した小中学生のライダーが次のステップアップ先としてミニバイクレースを選択することが多い。
2021年からは、ロードレース世界選手権（MotoGP）の主催者であるドルナスポーツが、新たに「FIM MiniGP World Series」を発足させた。同シリーズでは世界各国で10 - 14歳のライダーがワンメイクのミニバイクでシリーズを競い、シリーズランキング上位者は年末に開催される「MiniGPワールドファイナル」に招待され、さらにそこで好成績を残すことでMoto3等へのステップアップを図れるというもの。2022年からは日本でもシリーズが発足している。

## 原動機付自転車を題材とした作品
- 原付萌奈美
- げんcha！ - 宗田豪著（Comic REX、2006年、REXコミックス全1巻）
- げんつき 相模大野女子高校原付部 - アキヨシ カズタカ著[36]
- とりわけホンダ・スーパーカブを扱ったもの
  - スーパーカブ (小説) - トネ・コーケン著[37]
  - スーパーカブ (映画)
  - リトル・ホンダ - ザ・ビーチ・ボーイズの楽曲